# Thiania flacata
Espèce
Thiania flacata est une espèce d'araignées aranéomorphes de la famille des Salticidae.

## Distribution
Cette espèce est endémique du Hunan en Chine,. Elle se rencontre dans le xian de Guidong.

## Description
La femelle holotype mesure 6,04 mm.

## Systématique et taxinomie
Cette espèce a été décrite par Li, Liu et Peng en 2024.

## Publication originale
- Li, Liu et Peng, « Three new species of jumping spiders (Araneae, Salticidae) from Hunan, China », ZooKeys, vol. 1204,‎ 2024, p. 301-312 (lire en ligne)